# Дік Девіс (1922)
Дік Девіс (англ. Dick Davis, 22 січня 1922, Бірмінгем — 11 серпня 1999, Бішопс-Стортфорд) — англійський футболіст, що грав на позиції нападника за «Сандерленд» і «Дарлінгтон».

## Ігрова кар'єра
У дорослому футболі дебютував 1946 року виступами за команду «Сандерленд», в якій провів сім сезонів, взявши участь у 144 матчах чемпіонату.  Більшість часу, проведеного у складі «Сандерленда», був основним гравцем атакувальної ланки команди. У складі «Сандерленда» був одним з головних бомбардирів команди, маючи середню результативність на рівні 0,51 гола за гру першості. В сезоні 1949/50 із 25 голами став найкращим бомбардиром англійської футбольної першості.
1953 року перейшов до «Дарлінгтона», за який відіграв чотири сезони. Граючи у складі «Дарлінгтона» також здебільшого виходив на поле в основному складі команди. Завершив професійну кар'єру футболіста виступами за «Дарлінгтон» у 1957 році.
Помер 11 серпня 1999 року на 78-му році життя.

## Титули і досягнення
- Найкращий бомбардир Футбольної ліги Англії (1): 1949/50 (25 голів)